# Nevers
Nevers és un municipi francès, capital del departament del Nièvre, a la regió de Borgonya-Franc Comtat.

## Geografia
La ciutat és situada a la riba del riu Loira, a la confluència amb la Nièvre.

## Història
Novodúnum o Noviodúnum era una ciutat dels hedus vora el riu Loira.
Més endavant es va anomenar Nervinum, nom amb què apareix a l'Itinerari d'Antoní, i com a Ebrinum a la Taula de Peutinger. La moderna Nevers va agafar el nom del riu Nièvre, afluent del riu Loira.
L'any 52 aC Juli Cèsar, que descriu el lloc com a "convenient", hi va establir un dipòsit de gra per a les tropes, el tresor militar i l'estable pels cavalls portats d'Itàlia i d'Hispània, i hi va deixar els bagatges que no necessitava. Després del seu fracàs a la batalla de Gergòvia els hedus (aedui) locals es van revoltar i van matar tots els romans que van trobar a la ciutat, van repartir-se el gra, els diners i els cavalls i tot allò que no es podien emportar ho van llençar al riu. Suposant que no podrien conservar la ciutat, la van incendiar. Això va representar un fort revés per Cèsar, que va passar un any amb moltes dificultats. Dió Cassi dona una versió tergiversada d'aquesta història.

## Demografia

### Població
El 2007 la població de fet de Nevers era de 38.007 persones. Hi havia 18.652 famílies, de les quals 9.099 eren unipersonals (3.427 homes vivint sols i 5.672 dones vivint soles), 4.424 parelles sense fills, 3.303 parelles amb fills i 1.826 famílies monoparentals amb fills.
La població ha evolucionat segons el següent gràfic:
Habitants censats

### Habitatges
El 2007 hi havia 22.513 habitatges, 19.072 eren l'habitatge principal de la família, 470 eren segones residències i 2.971 estaven desocupats. 7.094 eren cases i 15.110 eren apartaments. Dels 19.072 habitatges principals, 7.656 estaven ocupats pels seus propietaris, 11.010 estaven llogats i ocupats pels llogaters i 406 estaven cedits a títol gratuït; 1.455 tenien una cambra, 3.096 en tenien dues, 5.432 en tenien tres, 4.938 en tenien quatre i 4.152 en tenien cinc o més. 10.646 habitatges disposaven pel capbaix d'una plaça de pàrquing. A 10.299 habitatges hi havia un automòbil i a 3.625 n'hi havia dos o més.

### Piràmide de població
La piràmide de població per edats i sexe el 2009 era:
| Homes | Edats   | Dones |
| ----- | ------- | ----- |
| 22    | 95 o +  | 79    |
| 85    | 90 a 94 | 278   |
| 243   | 85 a 89 | 599   |
| 277   | 80 a 84 | 572   |
| 709   | 75 a 79 | 1.194 |
| 753   | 70 a 74 | 1.249 |
| 814   | 65 a 69 | 1.137 |
| 829   | 60 a 64 | 1.006 |
| 786   | 55 a 59 | 890   |
| 1.207 | 50 a 54 | 1.284 |
| 1.296 | 45 a 49 | 1.562 |
| 1.326 | 40 a 44 | 1.552 |
| 1.355 | 35 a 39 | 1.444 |
| 1.348 | 30 a 34 | 1.460 |
| 1.695 | 25 a 29 | 1.634 |
| 1.432 | 20 a 24 | 1.368 |
| 1.382 | 15 a 19 | 1.296 |
| 1.224 | 10 a 14 | 1.220 |
| 1.200 | 5 a 9   | 1.194 |
| 1.031 | 0 a 4   | 902   |

## Economia
Hi ha indústria de porcellana (importada d'Itàlia al s. XVI) i de maquinària agrícola. També és un nus ferroviari.

## Educació
- Institut supérieur de l'automobile et des transports

## Administració
| Període                               | Identitat                  | Partit | Qualitat |
| ------------------------------------- | -------------------------- | ------ | -------- |
| 1971-1983                             | Daniel Benoîst             | PS     |          |
| 1983-1993                             | Pierre Bérégovoy           | PS     |          |
| 1993-2010                             | Didier Boulaud             | PS     |          |
| 2010-2014                             | Florent Sainte-Fare Garnot | PS     |          |
| des de 2014                           | Denis Thuriot              | -      |          |
| Les dades anteriors no són conegudes. |                            |        |          |

## Història
L'actual Nevers correspon a l'antiga vila gal·la de Noviodunum, on Juli Cèsar, l'any 52 aC, reuní els aprovisionaments de l'exèrcit. En el segle V fou nomenada seu episcopal, i fou un centre important a l'època merovíngia.
A partir del s. IX fou seu del comtat de Nevers (després ducat) i li foren confirmats i reconeguts els seus privilegis i drets. El 1669 el comtat fou annexat a la corona de França.

## Curiositats
L'edifici més important és l'església de Saint-Étienne, construïda entre el 1083 i el 1097, en la qual hi ha els principals elements de l'església romànica completament de volta. La catedral de Saint-Cyr, dels segles XIII-XIV, té un cor molt interessant. La façana de l'església de la Visitation, barroca, presenta una ornamentació que recorda la dels Països Baixos. Des del segle xvi fou un important centre de ceràmica; s'hi destacaren les peces de gust xinès del segle xviii.

## Personatges il·lustres vinculades a la ciutat
- Santa Bernadette Soubirous (1844-1879
- Romain Baron (1898 - 1985)
- Raoul Follereau (Nevers, 1903 - 1977)
- Pierre Bérégovoy 1925 - 1993)
- Louis Francis (Nevers, 1900 - 1959)
- Maria Kazimiera (Nevers, 1641 - 1716)
- Roselyne Bachelot (Nevers, 1946)
- Guy Savoy (Nevers, 1953